# Lo de Mariana
Lo de Mariana fue un programa de televisión argentino emitido por Canal 13. Debutó el lunes 12 de abril, y terminó el viernes 9 de julio de 2021, se emitía de lunes a viernes de 11:30 a 13:00 horas. Fue conducido por Mariana Fabbiani, con un equipo integrado, por el chef, Christophe Krywonis y la chef Sabrina Rouillé, y los periodistas Federico Seeber, Martina Soto Pose, Mercedes Ninci y Mónica Gutiérrez.

## Sinopsis
Mariana Fabbiani los invita a su "casa" con información de actualidad, política, cocina y diversión en las mañanas de eltrece.

## Equipo

### Conductora
- Mariana Fabbiani (2021)

### Cocineros
- Christophe Krywonis (2021)

### Panelistas
- Federico Seeber (2021)
- Martina Soto Pose (2021)
- Mercedes Ninci (2021)
- Florencia Arietto (2021)
- Guillermo Capuya (2021)
- Mónica Gutiérrez (2021)

### Cronistas
- Germán "Pampa" Mónaco (2021)

### Locuciones
- Martina Soto Pose (2021)

## Audiencia
A lo largo de sus 65 emisiones al aire, el ciclo tuvo un promedio total de 4.2 de rating.
| Lunes     | 12 de abril | #1  | Pablo Echarri & Carina Zampini                                       | 5.6          | Igualaron | Primero |  |
| Martes    | 13 de abril | #2  | Luis Brandoni & Karina, La Princesita                                | 5.5 (↓ -0.1) | No        | Segundo |  |
| Miércoles | 14 de abril | #3  | Diego Leuco, Luciana Geuna & Noelia Marzol                           | 4.5 (↓ -1.0) | No        | Cuarto  |  |
| Jueves    | 15 de abril | #4  | Gonzalo Heredia, Agustina Cherri, Esteban Lamothe & Mario Massaccesi | 4.1 (↓ -0.4) | No        | Cuarto  |  |
| Viernes   | 16 de abril | #5  | Mauricio D'Alessandro & Mercedes Ninci                               | 3.9 (↓ -0.2) | No        | Cuarto  |  |
| Lunes     | 19 de abril | #6  | Gisela Marziotta                                                     | 3.4 (↓ -0.5) | No        | Quinto  |  |
| Martes    | 20 de abril | #7  | Moria Casán & Horacio Rodríguez Larreta                              | 5.0 (↑ +1.6) | No        | Tercero |  |
| Miércoles | 21 de abril | #8  | Yanina Latorre                                                       | 4.6 (↓ -0.4) | No        | Cuarto  |  |
| Jueves    | 22 de abril | #9  | Cinthia Fernández & Dady Brieva                                      | 3.9 (↓ -0.7) | No        | Quinto  |  |
| Viernes   | 23 de abril | #10 | Nacha Guevara, Pachu Peña & Martín Lousteau                          | 4.7 (↑ +0.8) | No        | Tercero |  |
| Lunes     | 26 de abril | #11 | Nazarena Vélez, Ángel de Brito & Mauricio D'Alessandro               | 5.0 (↑ +0.3) | No        | Segundo |  |
| Martes    | 27 de abril | #12 | Rocío Quiroz & Reina Reech                                           | 4.5 (↓ -0.5) | No        | Cuarto  |  |
| Miércoles | 28 de abril | #13 | Ángela Leiva, Fernando Burlando & Pía Shaw                           | 4.5          | No        | Cuarto  |  |
| Jueves    | 29 de abril | #14 | Emilia Attias & Andrea Taboada                                       | 3.9 (↓ -0.6) | No        | Quinto  |  |
| Viernes   | 30 de abril | #15 | El Pelado López, Augusto Tartúfoli & Mercedes Ninci                  | 4.2 (↑ +0.3) | No        | Quinto  |  |
| Lunes     | 3 de mayo   | #16 | Amalia Granata                                                       | 5.0 (↑ +0.8) | No        | Tercero |  |
| Martes    | 4 de mayo   | #17 | Rodolfo Baqué, Florencia Arietto & Mariano Israelit                  | 3.5 (↓ -1.5) | No        | Quinto  |  |

     Programa más visto
    Programa menos visto